# Lootbox
Lootbox je ve videohrách označení pro spotřební virtuální předmět, který může hráč obdržet či zakoupit s cílem obdržet různé virtuální předměty (tzv. loot). Lootboxy jsou tedy předměty, které samy o sobě ve videohře žádné funkcionality zpravidla neposkytují, nicméně po svém otevření/odemknutí mohou obsahovat položky, které hráčům umožní vylepšit požitek ze hry díky obdržení speciálních předmětů, které mohou vylepšovat herní funkcionalitu nebo poskytovat alespoň kosmetické úpravy videohry nebo některých dalších videoherních předmětů. Základní podstatou lootboxů je skutečnost, že hráč s jistotou neví, jaký předmět po jeho otevření obdrží.
Herní vývojáři lootboxy do videoher přidávají zejména jako prostředek jejich monetizace, přičemž hráči si lootboxy kupují buď přímo, nebo si nejprve kupují klíče, pomocí kterých lootboxy následně tzv. odemykají. Pro vývojáře free-to-play jde proto často o klíčový zdroj jejich příjmů, neboť své videohry jinak hráčům poskytují zdarma. Relativně často se koncept lootboxů vyskytuje také v mobilních videohrách, pro které je free-to-play model monetizovaný pomocí lootboxů od 10. let 21. století poměrně běžný.

## Kritika a regulace
V některých státech jsou lootboxy různými způsoby regulovány, přičemž některá média a organizace hovoří o velmi tenké hranici mezi gamblingem a kupováním lootboxů. Někteří odborníci přímo označují lootboxy jako zdroje herní závislosti. Debata o regulaci lootboxů se vede i v Česku. Lootboxy totiž navzdory svému hazardnímu charakteru v Česku žádné regulaci nepodléhají.